# Анри Луи Льокен
Анри Луи Льокен (на френски: Lekain) е френски драматичен артист. Представител на класицизма в актьорското изкуство. Играе предимно е пиесите на Волтер под негово ръководство. По-късно се стреми към изграждане на национални характери.

## Роли
- Мохамед – „Мохамед“ - Волтер;
- Оросман – „Заира“ – Волтер;
- Вилхелм Тел – „Вилхелм Тел“ – Льомиер;